# ビューフォート郡 (サウスカロライナ州)
ビューフォート郡（英: Beaufort County）は、アメリカ合衆国サウスカロライナ州の南部に位置する郡である。人口は18万7117人（2020年） 。郡庁所在地はビューフォートであり、同郡で人口最大の町はヒルトンヘッドアイランドである。
ビューフォート郡は、ブロード川南の開発がアメリカ国道278号線回廊に沿って集中しているので、南部でも成長速度が高い郡である。郡北部もビューフォート市周辺に軍事基地があるため着実に成長している。アメリカ合衆国国勢調査局が定義するヒルトンヘッドアイランド・ブラフトン・ビューフォート大都市圏は、ビューフォート郡とジャスパー郡で構成されている。ビューフォート郡の住民の70%以上が都市部に住んでいる。2012年の都市圏人口は193,882人と推計されている。
ビューフォート郡はブロード川で二分されており、その2つの部分はサウスカロライナ州道170号線のブロード川橋で繋がれている。ここを境に「ブロードの北」と「ブロードの南」という呼び方があり、住民は郡全体に関わる開発管理の問題など、互いに意見を異にすることがある。

## 地理
アメリカ合衆国国勢調査局に拠れば、郡域全面積は923平方マイル (2,390.6 km2)であり、このうち陸地587平方マイル (1,520.3 km2)、水域は336平方マイル (870.2 km2)で水域率は36.41%である。

### 隣接する郡
- コレトン郡 - 北
- ジャスパー郡 - 西
- ハンプトン郡 - 北西

### 国立保護地域
- アーネスト・F・ホリングス・ACE盆地国立野生生物保護区（部分）
- ピンクニー島国立野生生物保護区

## 人口動態
以下は2000年国勢調査による人口統計データである。
| 基礎データ - 人口: 120,937人 - 世帯数: 45,532 世帯 - 家族数: 33,056 家族 - 人口密度: 80人/km2（206人/mi2） - 住居数: 60,509軒 - 住居密度: 40軒/km2（103軒/mi2） 人種別人口構成 - 白人: 70.66% - アフリカン・アメリカン: 23.98% - ネイティブ・アメリカン: 0.27% - アジア人: 0.79% - 太平洋諸島系: 0.05% - その他の人種: 2.84% - 混血: 1.41% - ヒスパニック・ラテン系: 6.79% 年齢別人口構成 - 18歳未満: 23.3% - 18-24歳: 12.0% - 25-44歳: 27.2% - 45-64歳: 22.1% - 65歳以上: 15.5% - 年齢の中央値: 36歳 - 性比（女性100人あたり男性の人口） - 総人口: 102.4 - 18歳以上: 102.0 | 世帯と家族（対世帯数） - 18歳未満の子供がいる: 30.4% - 結婚・同居している夫婦: 58.2% - 未婚・離婚・死別女性が世帯主: 11.0% - 非家族世帯: 27.4% - 単身世帯: 21.5% - 65歳以上の老人1人暮らし: 8.3% - 平均構成人数 - 世帯: 2.51人 - 家族: 2.90人 収入と家計 - 収入の中央値 - 世帯: 46,992米ドル - 家族: 52,704米ドル - 性別 - 男性: 30,541米ドル - 女性: 25,284米ドル - 人口1人あたり収入: 25,377米ドル - 貧困線以下 - 対人口: 10.7% - 対家族数: 8.0% - 18歳未満: 15.4% - 65歳以上: 6.7% |

## 都市と町
| - ビューフォート - 郡庁所在地 - ヒルトンヘッドアイランド - ブラフトン | - ポートロイヤル - ローレルベイ - ヤマシー |

### 未編入の町
- バートン
- デール
- フロッグモア
- ロベコ
- シェルポイント
- パリスアイランド
- ポコタリゴ
- プリチャードビル
- シェルドン
- サンシティヒルトンヘッド
- シーブルック

## 名前のある島
幾つかの島は町になっている
| - バラタリア島 - ブル島 - キャラワシー島 - ケイン島 - クーソー島 - デイトー島 - ドーファスキー島 - フリップ島 - グレイズヒル - ハーバー島 - ヒルトンヘッドアイランド - ハンティング島 | - レディース島 - リーモン島 - リトルケイパーズ島（無人島） - モーガン島 - パリス島 - ポピーヒル - ポートロイヤル - プリチャード島（無人島、調査基地あり） - セントヘレナ島 - スプリング島 - セントフィリップス島 - ウォーソー島 |

## 著名な出身者
- ジョー・フレージャー、プロボクサー
- スタン・スミス、プロテニス選手

## 大衆文化の中で
以下はビューフォート郡で撮影、あるいは舞台とされた映画、文学などである。
| - 再会の時 - フォレスト・ガンプ/一期一会 - プラトーン - サウス・キャロライナ/愛と追憶の彼方 - フルメタル・ジャケット - 8月のメモワール - ジャングル・ブック (小説) - 逃げる天使 - 愛に迷った時 | - 白い嵐 - ラストダンス (映画) - ザ・シンプソンズ MOVIE - ゴーン・フィッシン' - G.I.ジェーン - 英雄の条件 - バガー・ヴァンスの伝説 - きいてほしいの、あたしのこと -ウィン・ディキシーのいた夏 |